# Amazing Stories

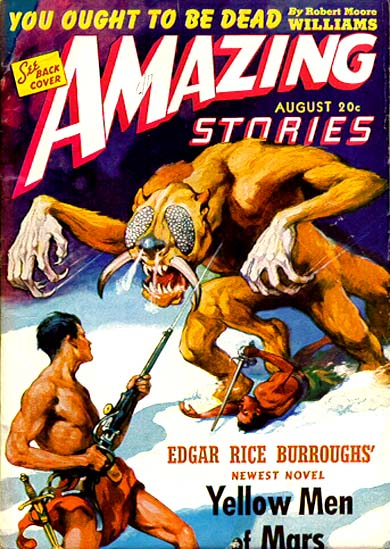
A Amazing Stories borítója, augusztus 1941

Az Amazing Stories tudományos-fantasztikus magazint/antológiát 1926-ban alapította Hugo Gernsback.

## Történet
Az első megjelenésétől eredeztetik a science-fiction önálló műfajjá válását. Hugo Gernsback alkotta meg szóösszevonással science-fiction kifejezést is.
- Gernsback hamar elvesztette az újságot, és a hitelezőihez került. Ekkor új lapot indított Science Wonder Stories címmel.
- 1995-ig rendszeresen megjelent, igaz kisebb-nagyobb szünetekkel.
- Wizards of the Coast próbálta újraindítani. Ez a próbálkozás 2000-ig tartott.
- Majd a Paizo Publishing adta ki, de ez a kísérlet is csak 2004-ig volt sikeres.

## Szerkesztői
- Hugo Gernsback (1926. április – 1929. április)
- Arthur Lynch (1929. május – 1929. október)
- T. O'Conor Sloane (1929. november – 1939. május)
- Raymond A. Palmer (1939. június – 1939. december)
- Bernard G. Davis (1940. január – 1946. május)
- Raymond A. Palmer (1946. június – 1949. december)
- Howard Browne (1950. január – 1956. augusztus)
- Paul W. Fairman (1956. szeptember – 1958. december)
- Cele Goldsmith Lalli (1959. január – 1965. június)
- Joseph Wrzos (1965. augusztus – 1967. október)
- Harry Harrison (1967. december – 1968. szeptember)
- Barry N. Malzberg (1968. november – 1969. január)
- Ted White (1969. március – 1979. február)
- Elinor Mavor (1979. május – 1982. szeptember)
- George H. Scithers (1982. november – 1986. július)
- Patrick Lucien Price (1986. szeptember – 1991. március)
- Kim Mohan (1991. május – 1995 és 1998–2000)
- David Gross (2004. május – 2004. október)
- Jeff Berkwits (2004. október – 2005. március)

## Utóélet
A szerkesztők profilbővítéssel próbálkoztak. A novellák 20 oldalt tettek csak ki a 86 oldalból. A többi oldalon hírek, interjúk, könyvelőzetesek és kritikák szerepeltek. Ezenkívül sorozatokról, filmekről, könyvekről írtak még. Grafikákkal és képregényekkel is próbálkoztak.